# Сєдово-Василівка
Сєдо́во-Васи́лівка — село Новоазовської міської громади Кальміуського району Донецької області, Україна. Відстань до райцентру становить близько 15 км і проходить автошляхом Т 0508.

## Історія
Поселення виникло в кінці 19-го століття. Земля належала поміщику Сідову Василю і починалась з забудівлі 13 хат на крутому березі річки. Навкруги був дикий степ з високою травою, що вершника на коні не видно було. Населення складали кріпаки прізвища яких: Головня, Хуриленко, Романенко, Ільченко, Ільєнко, Пуц, Савченко, Савенко а з посагу поміщиці (барині) Крашневський, Раковський. Ставалися випадки набігів калмиків з метою крадіжки худоби.

## Російсько-українська війна
26 серпня 2014 року російські військові та проплачені терористи при спробі захоплення Новоазовська зайняли село.

## Населення
За даними перепису 2001 року населення села становило 317 осіб, із них 91,48 % зазначили рідною мову українську, 7,89 % — російську, 0,32 % — білоруську та вірменську.